# Centraal-Zuid-talen (Oost)
De Centraal-Zuid-talen vormen een taalfamilie van vijf talen binnen de Oost-talen. Deze familie is nog eens ingedeeld in twee takken. 

## Classificatie
- Austronesische talen (1268)
  - Malayo-Polynesische talen (1248)
    - Baritotalen (27)
      - Oost-talen (18)
        - Centraal-Zuid-talen (5)

## Indeling
- Centrale talen (1 taal)
  - Dusun Deyah
- Zuid-talen (4 talen)
  - Dusun Malang
  - Dusun Witu
  - Ma'anjan
  - Paku

## Verspreiding van de sprekers
- Indonesië: 163 000; In de ranglijst van meest gesproken talen in Indonesië staat het Ma'anjan als eerste Centraal-Zuid-taal op nummer 48, volgens de totalen van het aantal sprekers op nummer 57.

Centrale talen: Dusun Deyah

Zuid-talen: Dusun Malang · Dusun Witu · Ma'anjan · Paku